# Refém (canção de Dilsinho)
"Refém" é uma canção do cantor e compositor Dilsinho, lançada no dia 9 de novembro de 2016 pela gravadora Sony Music.

## Vídeo musical
O videoclipe da canção foi lançado no dia 9 de novembro de 2016, tendo a direção de Phill Mendonça. No clipe, Dilsinho vive um história de amor em triângulo amoroso, com cenas sensuais.

## Desempenho nas tabelas musicais
| Chart (2018)   | Maior posição |
| -------------- | ------------- |
| Top 100 Brasil | 60            |

## Vendas e certificações
| País   | Associação de gravadoras | Certificação | Vendas  |
| ------ | ------------------------ | ------------ | ------- |
| Brasil | Pro-Música Brasil        | - 2× Platina | 160.000 |